# Affärsfastighet
Affärsfastighet är en bebyggd fastighet där byggnaden innehåller en väsentlig del affärslokaler. Vanligen kombineras affärslokaler med kontor och/eller bostäder eller verkstadslokaler. Det är till exempel vanligt med affärer i gatuplan, kontor i ett eller två våningsplan och där ovan bostäder. Renodlade affärsfastigheter återfinns främst i köpcentra utanför stadskärnorna.